# Savitri
Savitri (ur. 1937, zm. 1981) – indyjska aktorka i reżyserka.

## Życiorys
Urodziła się w rodzinie posługującej się językiem telugu, w Chirravuru w dystrykcie Guntur. Dorastała w zamożnym domu, odebrała wykształcenie z zakresu tańca i muzyki. Już jako dziecko aktywna artystycznie, występowała w Widźajawadzie. Podobnie jak wielu współczesnych jej aktorów początkowo związana była z trupami teatralnymi. W filmie zadebiutowała jako nastolatka, w 1950, w Samsaram L.V. Prasada. Stopniowo ugruntowywała swoją pozycję w przemyśle filmowym, szerokie uznanie i rozpoznawalność przyniosła jej rola w Ardhangi (1955). Wcieliła się też w główną rolę w komedii L.V. Prasada Missamma (1955). Stopniowo stała się też jedną z kluczowych aktorek tamilskiego przemysłu filmowego. Często występowała u boku Sivajiego Ganesana. Poślubiła innego cenionego aktora tamilskiego Geminiego Ganesana. Jej umiejętności aktorskie zyskały jej wśród Tamilów miano nadigaiyar thilagam, co w przybliżeniu znaczy najlepsza z aktorek. Na przełomie lat 60. i 70. bez większego powodzenia próbowała swych sił w reżyserii i produkcji filmowej. Zmarła w skrajnej nędzy, jej pogrzeb musiał być sfinansowany ze środków dobroczynnych.